# Taça de Portugal de Futebol Feminino 2010–11
A Taça de Portugal de Futebol Feminino de 2010/2011 foi a 8ª edição da Taça de Portugal, ganha pela Sociedade União 1º Dezembro (6º título).

## Final
A partida foi disputada a 14 de Maio de 2011.
|                             | Resultado |                       |
| --------------------------- | --------- | --------------------- |
| Sociedade União 1º Dezembro | 3 – 0     | Clube Futebol Benfica |

## Meias-finais
As partidas foram disputadas a 27 de Marco de 2011.
|                       | Resultado |             |
| --------------------- | --------- | ----------- |
| Clube Futebol Benfica | 1 – 0     | Cadima      |
| Escola                | 0 – 2     | 1º Dezembro |

## Quartos de final
As partidas foram disputadas as 20 de Fevereiro de 2011.
|                        | Resultado |                       |
| ---------------------- | --------- | --------------------- |
| Freamunde              | 0 – 3     | Clube Futebol Benfica |
| Boavista Futebol Clube | 0 – 1     | Escola                |
| Leixões                | 2 – 4     | 1º Dezembro           |
| Cadima                 | 2 – 0     | A-dos-Francos         |

## Oitavos de final
As duas primeiras partidas foram disputadas a 29 de Janeiro de 2011 é as cinco últimas a 30 de Janeiro 2011. O GD A-dos-Francos ficou isento
|                        | Resultado       |                        |
| ---------------------- | --------------- | ---------------------- |
| Clube Futebol Benfica  | 2 – 0           | Clube Albergaria Mazel |
| Casa Povo Martim       | 1 – 4           | Cadima                 |
| Murtoense              | 0 – 4           | Escola                 |
| Boavista Futebol Clube | 3 – 0           | GD Incansáveis         |
| Freamunde              | 3 – 3 (5–4)g.p. | Esc. Fut. Fem. Setúbal |
| 1º Dezembro            | 8 – 1           | Vilaverdense           |
| U. Tomar               | 1 – 6           | Leixões                |

## 2ª Eliminatória
As partidas foram disputadas a 19 de Dezembro de 2010.
|                        | Resultado       |                       |
| ---------------------- | --------------- | --------------------- |
| Esc. Fut. Fem. Setúbal | 4 – 2           | Fundação Laura Santos |
| Salgueiros 08          | 1 – 3           | Freamunde             |
| Gatões                 | 2 – 2 (3–4)g.p. | GD Incansáveis        |
| Mealhada               | 1 – 4           | Casa Povo Martim      |
| A-dos-Francos          | 3 – 0           | Régua                 |
| Ponte Frielas          | 4 – 5           | U. Tomar              |

## 1ª Eliminatória
As partidas foram disputadas a 14 de Novembro de 2010.
|                        | Resultado    |                         |
| ---------------------- | ------------ | ----------------------- |
| Arsenal 72             | 2 – 4        | Régua                   |
| A.M.C.H. Ringe         | 2 – 4        | Mealhada                |
| Casa Povo Martim       | 5 – 0        | Ferreirense             |
| A-dos-Francos          | 2 – 0        | Belenenses M. Grande    |
| GD Incansáveis         | 3 – 0        | UD Sousense             |
| Esc. Fut. Fem. Setúbal | 2 – 0        | Clube Atlético Ouriense |
| U. Tomar               | 12 – 0       | Seia FC                 |
| Salgueiros 08          | 2 – 1 (a.p.) | Feirense                |
| Zebreiros              | 1 – 5        | Freamunde               |
| Fundação Laura Santos  | 14 – 0       | Bobadelense             |
| Gatões                 | 2 – 0        | Cête                    |
| Ponte Frielas          | 2 – 1        | Palmelense              |